# More, More, More
More, More, More é uma canção gravada em 1976 para o álbum de estreia homônimo da cantora americana Andrea True, com seu grupo Andrea True Connection. Foi posteriormente regravada pelo grupo feminino Bananarama em 1993 e em 2004 pela cantora pop britânica Rachel Stevens.

## Versão de Andrea True

### Informações
More, More, More é o primeiro single da cantora americana Andrea True para o álbum de mesmo nome, em 1976. A canção alcançou o quarto lugar nos Estados Unidos e o quinto no Reino Unido.

### Posições
| Paradas (1976)                                 | Melhor posição |
| ---------------------------------------------- | -------------- |
| Estados Unidos - Billboard Hot 100 Singles     | 4              |
| Estados Unidos - Billboard Hot Dance Club Play | 2              |
| Estados Unidos - Billboard Adult Contemporary  | 23             |
| Reino Unido - Single Chart                     | 5              |

## Versão de Bananarama

### Informações
More, More, More é o terceiro single do álbum Please Yourself do grupo britânico Bananarama, em 1993. A canção alcançou o vigésimo terceiro lugar no Reino Unido.

### Formatos
UK CD 1 single
1. "More, More, More" (Dave Ford Mix) - (3:24)
Remixed by Dave Ford
2. "Love in the First Degree - (3:31)
3. "I Want You Back" - (3:47)
4. "I Heard a Rumour" - (3:24)

UK CD 2 single
1. "More, More, More" (Dave Ford Mix) - (3:24)
Remixed by Dave Ford
2. "More, More, More" (12" Mix) - (5:18)
3. "Give It All Up for Love" - (3:57)
4. "More, More, More" (I Can't Techno More Mix) - (5:01)

### Posições
| Paradas (1993)             | Melhor posição |
| -------------------------- | -------------- |
| Alemanha - Hot 100         | 65             |
| Brasil - Hot 100 Singles   | 29             |
| Reino Unido - Single Chart | 23             |

## Versão de Rachel Stevens

### Informações
More, More, More é o quarto single da cantora britânica Rachel Stevens para o álbum Funky Dory, sendo o segundo para a versão Funky Dory: Re-release, em 2004. O single foi um dos singles mais vendidos do ano e o segundo mais vendido da carreira da cantora britânica. A canção, que alcançou o terceiro lugar no Reino Unido, vendeu 25,000 cópias só em sua primeira semana e ao total 68,000 no Reino Unido e 300,000 em todo o mundo.

### Formatos
UK CD Single 1
1. "More, More, More" (Single Mix)
2. "Shoulda Thought Of That"

UK CD Single 2
1. "More, More, More" (Single Mix)
2. "Fools" (Princess Diaries 2 version)
3. "More, More, More" (The Sharp Boys Sky's The Limit Club Mix)
4. "More, More, More" (CD-ROM Video)

### Posições
| Paradas (2004)                     | Melhor posição |
| ---------------------------------- | -------------- |
| Brasil - Hot 100 Singles           | 4              |
| União Europeia - Eurochart Hot 100 | 8              |
| União Europeia - Top 100           | 34             |
| Hong Kong - Hot 100                | 1              |
| Irlanda - Hot 50 Singles           | 5              |
| Reino Unido - Single Chart         | 3              |
| Mundo - Top 100                    | 60             |
| Mundo - Airplay Top 100            | 50             |